# Prunum batabanoensis
Prunum batabanoensis là một loài ốc biển, là động vật thân mềm chân bụng sống ở biển trong họ Marginellidae, họ ốc mép.

## Miêu tả
Loài này có vỏ dài 14 mm

## Phân bố
Chúng phân bố ở Biển Caribe, phía nam của Cuba.